# Ripoll
Ripoll es un municipio de España perteneciente a la provincia de Gerona, en la comunidad autónoma de Cataluña. Es la capital de la comarca del Ripollés y está situada en la confluencia de los ríos Ter y de su afluente Freser, en el Prepirineo catalán. Tiene una población de 10 692 habitantes (INE 2024).

## Geografía
Integrado en la comarca de Ripollés, de la que ejerce de capital, se sitúa a 86 kilómetros de la capital provincial. El término municipal está atravesado por las carreteras nacionales N-260 y N-260a, que conectan con Olot y Puigcerdá, y por las carreteras autonómicas C-17 (Vic-Ripoll) C-26 (Berga-Ripoll). 
| Noroeste: Campdevánol | Norte: Ogassa                          | Nordeste: San Juan de las Abadesas |
| Oeste: Las Llosas     |                                        | Este: Vallfogona y Vidrá           |
| Suroeste: Las Llosas  | Sur: Santa María de Besora (Barcelona) | Sureste: Vidrá                     |

El relieve del municipio es muy montañoso, con altitudes que superan los 1200 m al sureste, en el límite con Vidrá. Los cursos fluviales principales son el río Ter y el río Freser, que son los que drenan el término municipal y donde van a parar varios cursos de agua. Por el norte el territorio se extiende hasta los contrafuertes meridionales de la sierra de Sant Amanç, hacia el sureste hasta las sierras de Milany y de Santa Magdalena y al oeste hasta las sierras de Matamala y de Sant Marc. La altitud oscila entre los 1291 m al sureste (Puig de Sant Jaume) y los 630 m al sur, a orillas del Ter. La villa se alza a 691 m sobre el nivel del mar.

## Historia
Sus orígenes pueden encontrarse en torno a la fundación del monasterio de Santa María, mandado construir por Wifredo el Velloso, un importante centro cultural durante la Edad Media. En este monasterio se desarrolló una relevante tarea de redacción de manuscritos, de entre los que destacan tres Biblias, actualmente en el museo vaticano. La villa condal de Ripoll, es llamada "el bressol de Catalunya", la cuna de Cataluña, pues se dice que aquí el conde Wifredo el Velloso fundó Cataluña.[cita requerida]
Fue un importante centro metalúrgico (forja, clavos, armas, fundiciones en arena), que viró hacia la industria textil en el siglo XIX aprovechando las aguas del río Ter. Más tarde se convirtió en un importante punto de cruce de ferrocarriles industriales, con la línea de Ripoll a San Juan de las Abadesas, y de Ripoll hasta Ribas de Freser, que finalmente llega a Puigcerdá y a Latour-de-Carol (Francia). Fruto de ello conserva un importante patrimonio ferroviario. Ripoll fue también uno de los pueblos donde el anarquismo arraigó con más fuerza en Cataluña y se consolidó un potentísimo sindicato de la CNT, en las primeras décadas del siglo XX.

## Demografía
Ripoll cuenta con una población de 10 692 habitantes (INE 2024).
| Gráfica de evolución demográfica de Ripoll entre 1842 y 2021 |
| |
| Población de derecho según los censos de población del INE Población de hecho según los censos de población del INEEn 1970 crece el término del municipio porque incorpora a Parroquia de Ripoll |

## Comunicaciones
Ripoll dispone de una estación de ferrocarril de la línea R3 de Cercanías Barcelona-Puigcerdá-la Tour de Carol.

## Símbolos
El escudo heráldico que representa al municipio fue aprobado el 24 de marzo de 2006. Se blasona de la siguiente manera:

Escudo en losange de ángulos rectos: de sinople, una perla ondada de plata acompañada en el jefe de un gallo de oro. Al timbre, una corona de conde.
Diario Oficial de la Generalidad de Cataluña n.º 4618 de 24 de marzo de 2006

La bandera municipal fue aprobada el 26 de julio de 2010 con la siguiente descripción textual:

Bandera apaisada, de proporciones dos de alto por tres de largo, verde oscura, con un gallo amarillo mirando y próximo al palo y una perla ondada blanca dispuesta horizontalmente.
Diario Oficial de la Generalidad de Cataluña n.º 5687 de 6 de agosto de 2010

## Administración y política
| Periodo   | Nombre                                                         | Partido |
| --------- | -------------------------------------------------------------- | ------- |
| 1979-1983 | Pere Piella Vilaregut                                          | PSC     |
| 1983-1987 | Pere Piella Vilaregut                                          | PSC     |
| 1987-1991 | Pere Piella Vilaregut                                          | PSC     |
| 1991-1995 | Pere Piella Vilaregut (1991-1993) Jaume Camps Bové (1993-1995) | PSC     |
| 1995-1999 | Eudald Casadesus Barceló                                       | CiU     |
| 1999-2003 | Eudald Casadesus Barceló                                       | CiU     |
| 2003-2007 | Teresa Jordà i Roura                                           | ERC     |
| 2007-2011 | Teresa Jordà i Roura                                           | ERC     |
| 2011-2015 | Jordi Munell i Garcia                                          | CiU     |
| 2015-2019 | Jordi Munell i Garcia                                          | CiU     |
| 2019-2023 | Jordi Munell i Garcia                                          | Junts   |
| 2023-act. | Sílvia Orriols Serra                                           | AC      |

En 2023 ganó la alcaldía del municipio Sílvia Orriols, que se presentó con Aliança Catalana; en la investidura ganó después de que ninguna candidatura lograra 9 escaños. En 2024 Orriols se presentó como candidata de Aliança Catalana a las elecciones al Parlamento de Cataluña, en donde logró 2 escaños, así que Sílvia Orriols logró una mayor relevancia. Actualmente el pleno tiene a: 6 escaños de AC, 3 de CM, 2 del PSC, 2 de CUP, 1 no inscrito.

## Patrimonio
- Monasterio de Santa María. Construido a petición del conde Wifredo el Velloso en el año 888. Es un notable exponente del románico de la zona, si bien ha sufrido diversas ampliaciones a lo largo de los siglos. Llegó a disponer de un gran conjunto arquitectónico, del cual se conserva sólo el pórtico, del siglo XI, en el cual se ven pasajes de la Biblia y el claustro, y uno de los pocos claustros románicos de doble planta. El edificio actual es el resultado de la restauración realizada a finales del siglo XIX, debido a la destrucción parcial a causa de un terremoto tras las guerras carlistas, que desolaron toda la ciudad. El gran patio consta de una fuente que se localiza justo en medio del patio, rodeada por pequeños arbustos tallados y de una especie de galería que rodea la fuente, un lugar muy tranquilo donde los monjes hablaban y leían.
- Museo Etnográfico de Ripoll: Museo construido en la antigua casa señorial de Can Budallés,[6][7] inaugurado en marzo de 2011. Es uno de los museos más interesantes de toda la geografía española ya que en él se puede contemplar, a través de sus colecciones, cómo era la vida de la gente del Pirineo desde la prehistoria hasta hoy. Destacan las colecciones de herramientas y vida en el campo, antiguos oficios y sobre todo la impresionante y bella colección de armas y pistolas de Ripoll. En su interior también se puede observar un gran fragmento de la muralla medieval de la villa.
- Scriptorium: es una exposición permanente que, de manera interactiva y didáctica, ofrece la posibilidad de conocer el pasado cultural de la población y la importancia que el monasterio de Santa María tuvo, a lo largo de los siglos X-XII, en la producción y copia de manuscritos, los cuales llegaron a ser los más importantes de Europa
- Farga Palau: Ripoll ha sido a lo largo de la historia la cuna de la protoindustrialización de Cataluña, porque allí se han realizado diversas actividades industriales. La Farga Palau de Ripoll es uno de los últimos ejemplos de una industria histórica, la Farga Catalana (forja catalana), que tuvo un papel muy importante en el desarrollo industrial para la obtención del hierro durante los siglos XVII y XVIII. Los productos más importantes producidos en la Farga eran las armas de fuego, los clavos y las rejas.
- Ferrocarriles: antigua estación neorrománica, estación nueva, placa giratoria, talleres, depósito de aguas y senda verde de la "Ruta del ferro".

## Fiestas
- Fiesta mayor: 11 y 12 de mayo: San Eudaldo.
- Fiesta Nacional de la "Llana i Casament a Pagès": Domingo posterior a la fiesta mayor.
- Fiesta del 27 de mayo. Homenaje a los héroes que defendieron Ripoll en el año 1839, antes de ser destruido por el conde de España durante las guerras carlistas.
- Aplec de la sardana: julio.
- Festival internacional de música: julio.
- Fiesta mayor de Llaers.
- Fiesta de san Bernabé de les Tenes: 1.º domingo de septiembre.
- Aplec en la ermita del Remedio: 2.º domingo de octubre.
- Carrera internacional de atletismo de fondo del Ripollés: noviembre.
- Pastorets: en Navidad.
- Quinto de Navidad
- Ripijoc: parque infantil de Navidad
- Ferias y Mercados:
  - Feria de las 40 horas y muestra gastronómica: fin de semana antes del domingo de Ramos.
  - Feria de artesanía, el sábado de Semana Santa.
  - Feria de "antiquaris i brocanters". "Mercat de Pagès". el día de la fiesta de la lana.
  - Mercadal del Comte Guifré. Mercado medieval. 10, 11 y 12 de agosto
  - Feria de Santa Teresa. Feria catalana de la oveja, el 15 de octubre.
  - Feria de Navidad, diciembre.
  - Mercado semanal, cada sábado y miércoles.
  - Mercado del vehículo de ocasión, cada primer sábado de mes.
  - Ripineu, Feria sobre el mundo del esquí y estaciones invernales.
  - Ripiganga, en primavera y en otoño, feria de rebajas de las tiendas del pueblo.